# Tang Jinhua
Tang Jinhua (en chino: 汤金华; 8 de enero de 1992) es una deportista china que compite en bádminton. En los Juegos Asiáticos de 2018 consiguió una medalla de plata en la prueba de equipo.

## Palmarés internacional
| Juegos Asiáticos | Juegos Asiáticos    | Juegos Asiáticos | Juegos Asiáticos |
| Año              | Lugar               | Medalla          | Prueba           |
| ---------------- | ------------------- | ---------------- | ---------------- |
| 2018             | Yakarta (Indonesia) | Medalla de plata | Equipo           |